# Petites Sœurs missionnaires de la charité
Les Petites Sœurs missionnaires de la charité (en latin :  Parvarum Sororum Missionariarum a Caritate) sont une congrégation religieuse féminine hospitalière de droit pontifical.

## Historique
Souhaitant ouvrir un centre d'accueil pour les personnes âgées à Ameno, Louis Orione (1872-1940) réunit le 29 juin 1915, à Tortone la marquise Marie Joséphine Valdettaro (it) et Catherine Volpini, les deux premières femmes qui acceptent le service dans la maison. Le nombre de volontaires augmente rapidement et le 4 octobre 1917, avec le consentement de l'évêque de Tortone, Simone Pietro Grassi, les premières aspirantes prennent l'habit religieux.
En 1927, Don Orione, ayant obtenu oralement le consentement du pape Pie XI, admet ses quatre plus anciennes collaboratrices à prononcer des vœux religieux. À cette époque, la marquise Valdettaro a déjà quitté la communauté et la direction de la congrégation est confiée à Maria Pazienza Tersigni (1884-1969), première supérieure générale de l'institut. La première maison à l'étranger est ouverte en Pologne en 1929 ; l'expansion internationale a eu lieu en 1930. Aux côtés des religieuses consacrées à l'apostolat actif, Don Orione donne vie à une communauté de religieuses aveugles dédiées à la vie contemplative. 
La congrégation reçoit le décret de louange le 19 janvier 1957 ; ses constitutions religieuses sont approuvées par le Saint-Siège le 6 mars 1965 et confirmées par le pape Paul VI le 30 mars. 

## Fusion
Deux congrégations ont fusionné avec les Petites Sœurs missionnaires de la charité :
1967 : Les Ursulines du Cœur de Jésus fondées le 16 octobre 1901 à Palerme par le Père Jean Messina (1871-1949). Elles portent, à l'origine, le nom de sœurs tertiaires franciscaines. En 1908, le fondateur se rend à Rome pour défendre l'existence de son Œuvre. Il est reçu en audience par Pie X. Jean Messina incorpore ses collaboratrices dans la famille d'Angèle Mérici comme Ursulines congrégées sur le conseil du cardinal Alessandro Lualdi, qui les reconnaît comme institut religieux de droit diocésain le 31 mars 1915. Le cardinal Ernesto Ruffini leur donne le nom d'Ursulines du Cœur de Jésus le 22 avril 1953. Elles fusionnent le 9 mars 1967avec les Petites Sœurs missionnaires de la charité.
2019 : Les sœurs de Sainte Thérèse de l'Enfant Jésus fondées par Joséphine Valdettaro fusionnent avec les sœurs de Don Orione.

## Activités et diffusion
Les Petites Sœurs missionnaires se dédient à de nombreuses œuvres de santé (hôpitaux, maisons de retraite, clinique, dispensaire, centre de réadaptation) et dans les activités éducatives et pastorales.
Elles sont présentes en :
- Europe : Espagne, Italie, Pologne, Roumanie, Russie, Ukraine ;
- Amérique : Argentine, Brésil, Chili, Paraguay, Pérou, Uruguay ;
- Afrique : Cap-Vert, Côte d'Ivoire, Kenya, Madagascar ;
- Asie : Philippines.

La maison généralice est à Rome.
En 2017, la congrégation comptait 599 religieuses dans 96 maisons.